# Заплуже
Заплуже (на албански: Zaplluzhë, Zaplluxhe, на сръбски: Заплужје) е село в община Драгаш, Призренски окръг, Косово. Населението възлиза на 1273 жители според преброяването от 2011 година.

## География
Заплуже се намира в географския район Ополе, който през 2000 година е обединен административно с Гора в единната община Драгаш. Селото се намира на около 14 километра североизточно от Драгаш и на около 12 километра южно от град Призрен. Разположено е под изворите на река Плава, в северното подножие на Шар планина.

## История
Според Стефан Младенов в 1916 година Заплуже е албанско село.
Преброяването от 2011 година регистрира 1270 жители като албанци, 1 - като „друг“, а двама души са с неустановена народност.